# Shahrestān di Soltaniyeh
Lo shahrestān di Soltaniyeh (in farsi شهرستان سلطانیه) è uno degli 8 shahrestān della provincia di Zanjan.
Il capoluogo è Soltaniyeh. Lo shahrestān è suddiviso in 2 circoscrizioni (bakhsh): 
- Centrale, con la città di Soltaniyeh
- Bagh Helli, con la città di Guzal Darreh